# Porcellionides subterraneus
Porcellionides subterraneus är en kräftdjursart som först beskrevs av Karl Wilhelm Verhoeff 1923.  Porcellionides subterraneus ingår i släktet Porcellionides och familjen Porcellionidae. Inga underarter finns listade i Catalogue of Life.